# Viacheslav Marjáyev
Viacheslav Mijáilovich Marjáyev (en ruso: Вячесла́в Миха́йлович Марха́ев; nacido el 1 de junio de 1955 en Sharaldai, distrito de Bokhansky, óblast de Irkutsk) es un político ruso, senador por el óblast de Irkutsk desde 2015. Primer secretario del Partido Comunista de Buriatia.

## Biografía
Nacido en la familia de un maestro de escuela en el pueblo de Sharaldai. En 1977 se graduó de la Universidad Estatal de Buriatia.
De 1980 a 2007 trabajó en los órganos de asuntos internos. Fundador y primer comandante de la policía antidisturbios de Buriatia. Comenzó su carrera en el Ministerio del Interior con el oficial de policía del distrito y fue ascendido a viceministro del Ministerio del Interior. En 2007, con el grado de coronel, se retiró del servicio.
En diciembre de 2007, Marjáyev se convirtió en diputado del Jural del Pueblo de la República de Buriatia, el jefe de la facción del Partido Comunista.
Entre 2011 y 2015, fue diputado en la Duma Estatal de la Asamblea Federal de Rusia y miembro de su Comité de Seguridad y Anticorrupción.
En 2017, Marjáyev fue nominado como uno de los candidatos a la cabeza de Buriatia por el Partido Comunista de la Federación de Rusia, pero no pudo superar el filtro municipal.
En 2019, condenó públicamente la respuesta policial de mano dura a las protestas en torno a las elecciones a la Duma de Moscú de 2019.
El 11 de marzo de 2020, fue el único miembro del Consejo de la Federación de la Asamblea Federal de la Federación Rusa que votó en contra de las enmiendas a la Constitución rusa. Las reformas incluyen las declaraciones de que el matrimonio es la unión entre un hombre y una mujer, así como la declaración explícita sobre la memoria de nuestros antepasados que transmitieron los ideales y la fe en Dios. En 2022, Marjáyev condenó la invasión rusa de Ucrania en 2022, declarando que el Kremlin había ocultado sus planes a la Duma. Es uno de los 324 miembros de la Duma estatal sancionados por el Tesoro de los Estados Unidos el 24 de marzo de 2022 en respuesta a la invasión rusa de Ucrania en 2022.